# The Sims 3: Late Night
The Sims 3: Late Night — третє доповнення для комп'ютерної гри жанру стратегічного симулятору життя The Sims 3. В США вийшло 26 жовтня 2010. Схожими доповненнями є The Sims 2: Nightlife для The Sims 2, яке вийшло 19 вересня 2005, та The Sims: Hot Date для The Sims, яке вийшло 14 листопада 2001. Доповнення також включає в себе певні елементи із The Sims: House Party, The Sims: Superstar та The Urbz: Sims in the City.
В доповненні з'явився новий район під назвою Бріджпорт, створений на базі Сан-Франциско та Лос-Анджелесу, котрий поділений на урбаністичну/центральну частину міста та менш населене горбисте і багате передмістя.

## Ігровий процес
В The Sims 3: Late Night сім має можливість поїхати у центр міста нової частини світу — Бріджпорт. Центр міста включає в себе: кабаки, спортивні бари, місцеві водяні дірки, танцювальні клуби, клуби при басейнах, диско-клуби, ексклюзивні лаунджі, вампірські лаунджі, фузивні лаунджі. Всі ці громадські лоти мають власні унікальні назви, але деякі з них вимагають від сіма високої популярності задля входу. З цими новими громадськими лотами з'явилися «кролячі нори» та хмарочоси; також з'явилися нові тими сімів: вампіри та знаменитості.
Ставши вампіром, сім здобуває нові можливості: пришвидшене вивчення навичок, можливість читати думки інших сімів, аби дізнатися їх характери та статуси стосунків, пришвидшений біг. У Бріджпорті вже існують заготовлені вампірські родини, так як Слеєри та Хемлоки. Щоби стати вампіром потрібно подружитися із одним із них та попросити, або зачекати, поки вампір вкусить людського сіма, аби перетворити його на вампіра. Якщо встановлене доповнення The Sims 3: Supernatural, гравець може створити вампіра прямо у режимі створення сімів.
Якщо сім є знаменитістю, то він отримає знижки на, або зовсім безкоштовну, їжу, листи від шанувальник та подарунки від одержимих шанувальників. Будучи знаменитістю, сім може потрапити у більшість клубів вищого класу.
У режимі створення сімів з'явилися десятки нового одягу та зачісок, а також контроль над об'ємом м'язів у сімів. Вперше в серії Sims сіму можна змінювати розмір бюсту (для підлітків, дорослих та людей похилого віку). Доповнення додає дві характеристики для сімів: сором'язливий та якісна зірка. Сіми, які часто танцюють протягом дня, з часом отримують взаємодію клубний танець. В режимі будування представлені нові забарвлення для стін та підлоги, нова категорія покриття стін та нова клумба. Додатково до цього, відтепер можна будувати басейни на будь-якому іншому поверсі, окрім першого (2-ий, 3-ій, 4-ий поверхи та підвал). В режимі покупок додані нові об'єкти: гаряча ванна, стробові вогні, танцмайданчик, нові дивани, ліжка, стільці тощо.
Відтепер сіми можуть вивчити навичку міксолога, яка дозволяє сіму краще змішувати напої в барі. Такі бари доступні в режимі покупок.

### Бріджпорт
Бріджпорт — перший район в серії Sims, який нагадує урбаністичне місто, оскільки до цього інші райони були містечками або передмістями.
Бріджпорт розроблений із фокусом на нічній діяльності, та нагадує район Центр міста із попередніх доповнень The Sims: Hot Date та The Sims 2: Nightlife. Проте Бріджпорт не є містечком, а скоріше великим столичним містом, яке розроблене на базі урбаністичних гігантів США. Таким чином Бріджпорт є набагато більшим за район Центр міста із попередніх The Sims.
Після офіційного анонсування Late Night, стало зрозуміло, що новий район буде зроблений так, аби показати всі фішки, які надає доповнення. Первинно не було відомо, чи це буде підрайоном, на прикладі Центру міста із The Sims та The Sims 2, або окремим повноцінним районом, як наприклад Твінбрук для The Sims 3: Ambitions; хоча розробники доповнення повідомили, що Бріджпорт за розмірами десь у 3 рази більший за Твінбрук. Під час сесії на Twitter ігровий продюсер Грант Родик підтвердив, що «центр міста» буде окремим унікальним районом; також було оголошено, що розробники поки що не назвали цей новий район, що вказало на те, що він не буде названий 'Центр міста'. 16 серпня 2010 у статті на GameSpot було оголошено, що новий район матиме назву 'Бріджпорт'.
Місто Бріджпорт включає в себе хмарочоси із пенхаусами та зроблене із багатьох острівків, які поєднуються між собою мостами. Сіми маю можливість їздити по району на машині, або ж пересуватися пішки по цим мостам. Район був описаний як «змішування центру Сан-Франциско із пагорбами Лос-Анджелесу/Голлівуду якраз після мосту».
Бріджпорт розділений на дві головні частини: урбаністичний центр та територію передмістя із розкішними маєтками. Бріджпорт має нові 3д-моделі для «кролячих нір». Середньостатистичний фінансовий стан сімів у Бріджпорті вищий за Сансет Валлей чи Рівервью. Сім'ї в Бріджпорті мають бюджети починаючи від $5000; також існують вже готові родини із великим сімейним бюджетом, які проживають у великих будинках.

### Кар'єри
В доповненні було додано одну нову кар'єру: кінематографічна кар'єра. При цій професії фокус ставиться за механіці знаменитості, яка також була додана в The Sims 3: Late Night, і котра є головним фактором впливу на кар'єру. Сіми із кар'єрою у кінематографії йдуть на роботу у нову «кролячу нору»: кіностудію «Пламбоб Пікчерс Беклот» (англ. Plumbob Pictures Backlot), але також можуть піти виконувати різні додаткові завдання, пов'язані із кар'єрою по всьому районі (так само як і в медичній кар'єрі, або всіх інших, які були додані в The Sims 3: Ambitions).
Цими додатковими завданнями є промоушен фільмів у барах та забирання їжі для зйомок. Сіми в кінокар'єрі можуть вигравати нагороди, що схоже на процес в The Sims: Superstar. Сіми, котрі працюють в цій області також можуть створювати кіносценарії.
Доповнення значно фокусується на процесі перетворення на знаменитість. Стати знаменитість легко, якщо подружитися із знаменитість із найбільшою кількістю зірочок, або вразити їх у розмові згадуванням про свою роботу, багатство, знайомства. Також можна купити коло напоїв всім у барі, аби показати свою популярність. Знаменитостям дозволений доступ до кращих клубів та VIP-лаунжей. Їм також надають знижки на речі чи послуги по місту, або безкоштовні напої чи страви у клубах. Знаменитостей часто запрошують на ексклюзивні вечірки до інших знаменитостей. Сімів-знаменитостей постійно переслідують папараці та одержимі шанувальники, які часто просять автограф. Невідворотні і скандали: якщо сіма-знаменитість застукають на публіці за чимось негарним (наприклад, плавання голяка або зрада дружині/чоловіку із іншим сімом), то це може вплинути на імідж. Аби захистити себе, сіми можуть заплатити папараці за мовчання або піти в Міський хол та подати на них в суд за порушення спокою.

### Нагороди нового стилю життя
- Безцеремонна людина — 5,000 поїнтів
Безцеремонна людина зазвичай має гарні навички у барних іграх, наприклад Дартс, Футбол та Шафлборд.
- Постійна водяні дірка — 7,500 поїнтів
Постійна водяні дірка частий клієнт місцевих барів, тому він отримує знижку на всі напої та страви.
- Наступна знаменитість — 10,000 поїнтів
Сіми, які є наступною знаменитістю обов'язково зроблять будь-яких гурт успішним. Вони отримують додаткові сімолеони, коли виступають на сцені із гуртом.
- Прекрасний групівник — 10,000 поїнтів
Прекрасний групівник перетворить будь-який вихід у місто на чудово проведений час!
- Майстер зваблення — 15,000 поїнтів
Майстер зваблення ніколи не відчуває болю відмови. Їх романтичні пригоди завжди закінчуються успішно.
- Кращий міксологіст — 15,000 поїнтів
Кращий міксологіст робить напої кращої якості, ніж інші сіми.
- Завжди у списку — 17,500 поїнтів
Сімам, які завжди у списку ніколи не заборонять увійти у бар, клуб чи лаунджі.
- Мапа до зірок — 20,000 поїнтів
Сіми з мапою до зірок можу побачити на своїй оглядовій мапі будинки всіх знаменитостей, що полегшує можливість стати частим гостем!

## Рецензії
| Агрегатор    | Оцінка |
| ------------ | ------ |
| GameRankings | 81.50% |
| Metacritic   | 74 %   |

| Видання     | Оцінка |
| ----------- | ------ |
| GameSpot    | 7.5    |
| GamesRadar+ | 7      |
| IGN         | 7.5/10 |

Сайт CinemaBlend критикував доповнення за різні глюки, але похвалив за вампірські можливості.

## Розробка доповнення
Доповнення було анонсоване 20 липня 2010 при викладені трейлеру із оглядом Бріджпорту — нової околиці для гри, та нових об'єктів та музичних інструментів, таких як піаніно, синтезатор, барабани та бас-гітара.
26 жовтня 2010 доповнення вийшло у продаж в Північній Америці.

### Музика
Доповнення містить в собі наступні пісні у якості саундтреків:
- 3OH!3 — Double Vision
- Bryan Rice — There for You
- Chiddy Bang — Here We Go
- Electrolightz — Miss Outta Control
- Eliza Doolittle — Rollerblades
- Foxy Shazam — Unstoppable
- Hadag Nahash — Lo Maspik
- Hadouken! — M.A.D.
- Джессіка Маубой — "Saturday Night
- Junkie XL — Live Wired
- Келіс — Brave
- Келлі Роуленд — Rose Colored Glasses
- King Fantastic — All Black Ying Yang (The Party Song)
- My Chemical Romance — Na Na Na (Na Na Na Na Na Na Na Na Na)
- Nikki & Rich — Next Best Thing
- The Ready Set — More Than Alive
- Soulja Boy — Speakers Going Hammer
- Travie McCoy — Need You